# Ácido okadaico
El ácido okadaico es una toxina producida por algas dinoflageladas unicelulares pertenecientes a los  géneros Dinophysis y Prorocentrum. Estas algas cuando se dan condiciones favorables, proliferan rápidamente, fenómeno conocido como floraciones, posteriormente la toxina se acumula en el tejido adiposo de diferentes especies de moluscos bivalvos, como mejillones y almejas, que si son consumidos por el hombre, le provocan un cuadro diarreico severo que se conoce como intoxicación diarreica por marisco o DSP (del inglés diarrhetic shellfish poisoning).
El ácido okadaico es un polieter liposoluble que no se altera por la preparación culinaria de los moluscos, se aisló por primera vez de la esponja Halichondria okadai a la que debe su nombre. La intoxicación aparece entre 30 minutos y doce horas después de ingerir el alimento contaminado y provoca dolor abdominal, náuseas, vómitos, diarrea y a veces fiebre. Generalmente los síntomas desaparecen tras un periodo de varios días.